# Epicauta distorta
Epicauta distorta är en skalbaggsart som först beskrevs av Champion 1892.  Epicauta distorta ingår i släktet Epicauta och familjen oljebaggar. Inga underarter finns listade i Catalogue of Life.